# Topkapi - La luce del giorno
Topkapi - La luce del giorno (The Light of Day) è un romanzo dell'autore britannico Eric Ambler del 1962. 
Nel 1964 ne è stato tratto il film omonimo.

## Trama
Arthur Abdel Simpson è un anglo-egiziano pregiudicato che si è stabilito ad Atene, presentandosi ai turisti come autista e guida autorizzata e arrotondando i suoi compensi con piccole truffe e furtarelli. Una delle sue potenziali vittime, un uomo di nome Harper, lo sorprende nella sua camera mentre gli sta sottraendo dei traveller's cheque e lo ricatta  costringendolo a portare una lussuosa Lincoln Continental attraverso il confine tra la Grecia e la Turchia, per conto di una certa Fräulein Lipp, altrimenti lo denuncerà. Al posto di confine turco di Edirne, Arthur viene trattenuto perché il suo passaporto egiziano risulta scaduto e i doganieri trovano, nascosto nelle portiere dell'auto, un carico d'armi illegali, delle quali egli non era a conoscenza. Per scongiurare la prospettiva di un lungo soggiorno nelle carceri turche, Simpson accetta la proposta che gli fa il maggiore Tufan dei servizi segreti: consegnerà l'automobile secondo le istruzioni di Harper, quindi cercherà d'ingraziarselo per apprendere i suoi obiettivi e i suoi piani, sui quali farà regolare rapporto agli agenti del  governo.
Simpson porta l'auto a Sarıyer sul Bosforo, dove Harper e la Lipp risiedono in una sontuosa villa affittata dal loro complice Fischer, col quale Arthur ha uno scontro perché pretende che gli consegni l'automobile in assenza di Harper. L'anglo-egiziano fa in modo di restare alle loro dipendenze, insinuando a Harper che ha capito che in pentola bolle qualcosa di grosso e vuole quindi entrare nell'affare. La proposta viene accolta, così Simpson scopre che Harper e gli altri membri della sua banda (la Lipp, Fischer e l'anziano Miller) hanno un audace piano per rubare degli inestimabili monili dalle sale dei tesori del Palazzo Topkapı. Mentre si preparano per il colpo, Fischer viene colpito dalla mannaia imbracciata dal cuoco turco Geven, irritato per il modo in cui veniva trattato; Simpson viene costretto a partecipare attivamente all'incursione notturna nel museo, malgrado non abbia esperienza di azioni di questo tipo. Tenta di avvertire gli uomini del maggiore che lo sorvegliano da lontano, ma senza successo. 
La sottrazione dei tesori dal Topkapı avviene senza intoppi, ma mentre la banda si dirige con la Lincoln verso l'aeroporto di Istanbul, la Lipp si accorge che un'altra auto li segue. Pensa che si tratti di un tradimento da parte degli altri complici Franz o Giulio (che si occupavano della logistica); Arthur invece sa che si tratta degli agenti dei servizi segreti. All'aeroporto, dopo che gli altri ladri sono scesi, Arthur parte sgommando per impedire che Harper riprenda il bottino dal suo nascondiglio nella portiera, e che lo raggiunga mentre l'insegue in taxi.
La banda di Harper riesce comunque a lasciare la Turchia in aereo e a evitare l'arresto; a Simpson, per il suo contributo nel recupero della refurtiva, viene consegnata una modesta somma di denaro e un documento britannico provvisorio.

## Personaggi
Arthur Abdel Simpson
Il narratore della storia. Nato in Egitto da un ufficiale dell'esercito britannico e da madre egiziana musulmana. Dopo la morte di suo padre nella prima guerra mondiale fu mandato in Grammar school in Inghilterra, della quale non ha serbato dei buoni ricordi. Simpson si ritiene inglese, non egiziano, sebbene a causa dei suoi precedenti penali (come l'esportazione di pornografia, stampata in Egitto, verso il Regno Unito) gli venga negato il passaporto britannico. Al tempo dei fatti ha circa cinquant'anni; la sua prima moglie egiziana è stata uccisa in un bombardamento durante la crisi di Suez, la sua seconda, soprannominata Nicki, è greca.
Walter Karl Harper
Ingegnere trentottenne, nato a Berna. È un uomo elegante e di classe, la mente del colpo.
Elizabeth Lipp
Affascinante trentaseienne sedicente studentessa, nata a Sciaffusa. Secondo le informazioni del maggiore Tufan i  veri cognomi di lei e di Harper potrebbero essere Hoffman e Kohner.
Hans Andreas Fischer
Complice austriaco di Harper e della Lipp, sedicente industriale. "Un tizio alto, cadaverico, con la testa calva, stretta, e grandi orecchi sporgenti".
Leopold Axel Miller
Complice belga dei precedenti, i professione importatore. Per Tufan il suo vero cognome potrebbe essere Mathis. "Era sulla sessantina, con il collo e il naso lunghi, le guance grigie rugose e la testa calva con macchie marroni sul cuoio capelluto; anche il dorso delle mani era a macchie. Era magrissimo".
Il maggiore Tufan
"Doveva essere sui trentacinque anni [...] o forse più giovane; era alto e molto snello. Gli zigomi alti, gli occhi grigi, i capelli castani, corti. Era bello, [...] di una bellezza severa."
Geven
Cuoco turco-cipriota assunto da Fischer, con esperienza di cucina italiana. Ritenendo di essere trattato male dai suoi datori di lavoro, prepara per loro del cibo di cattiva qualità, riservando quello migliore a sé e a Simpson, che prende in simpatia. È alcolizzato.
I coniugi Hamul
Guardiani della villa affittata da Fischer.
Giulio ed Enrico
Ricchi italiani complici di Harper, che hanno noleggiato uno yacht da usare nell'ambito del colpo.
Franz
Complice di Harper. Parla tedesco e turco e comanda alcuni uomini di fatica turchi.

## Accoglienza
Kirkus Reviews lo descrisse come "un impeccabile intrigo internazionale... questo è un garbato e spesso molto divertente intrattenimento che mette in scena delle canaglie." Una recensione su Reaction.life lo descrisse come "un abbozzo psicologico di brutale acutezza, confezionato in una commedia capolavoro."

## Riconoscimenti
Il libro fu candidato nel 1962 al premio Gold Dagger. Vinse nel 1964 l'Edgar Award per il miglior romanzo assegnato dalla Mystery Writers of Americ.

## Edizioni
- (EN) Eric Ambler, The Light of Day, London, Heinemann, 1962, OCLC 26820526.
- Eric Ambler, Topkapi: la luce del giorno, collana Gli Oscar, traduzione di Bruno Oddera, n. 7, Milano, Mondadori, 1965, ISBN 978-88-06-23036-4.
- Eric Ambler, Epitaffio per una spia; Topkapi (la luce del giorno), collana Inverno spia, traduttore non indicato, introduzione di Diego Zandel, Milano, Mondadori, 1990.
- Eric Ambler, Topkapı, collana Fabula, traduzione di Mariagrazia Gini, n. 306, Milano, Adelphi, 2016, ISBN 9788845930898.